# Venarotta
Venarotta település Olaszországban, Marche régióban, Ascoli Piceno megyében. Lakosainak száma 1893 fő (2023. január 1.). Venarotta Force, Roccafluvione, Rotella, Ascoli Piceno és Palmiano községekkel határos.

## Népesség
A település lakossága az elmúlt években az alábbi módon változott:
| Lakosok száma | 2051 | 2030 | 1893 |
|               | 2017 | 2018 | 2023 |